# Antimormonismo

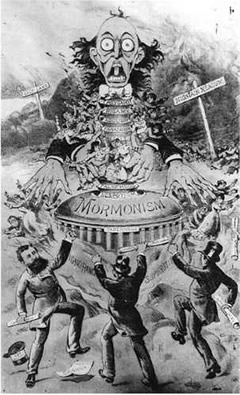
Uma caricatura política antimórmon do final do século XIX

Antimormonismo é discriminação, perseguição, hostilidade ou preconceito dirigido contra o movimento Santos dos Últimos Dias, particularmente A Igreja de Jesus Cristo dos Santos dos Últimos Dias (Igreja SUD). O termo é frequentemente usado para descrever pessoas ou literatura que criticam seus adeptos, instituições ou crenças, ou ataques físicos contra santos específicos ou o movimento Santos dos Últimos Dias como um todo.
A oposição ao mormonismo começou antes que a primeira igreja dos Santos dos Últimos Dias fosse estabelecida em 1830 e continua até os dias atuais. A oposição mais vocal e estridente ocorreu durante o século XIX, particularmente a expulsão forçada de Missouri e Illinois nas décadas de 1830 e 1840, durante a Guerra de Utah da década de 1850 e na segunda metade do século, quando a prática da poligamia no território de Utah foi amplamente considerado pelo Partido Republicano dos EUA como uma das "relíquias gêmeas da barbárie" junto com a escravidão.
A oposição moderna geralmente assume a forma de sites, podcasts, vídeos ou outras mídias que promovem visões negativas ou odiosas sobre o mormonismo ou protesto em grandes reuniões de santos dos últimos dias, como a Conferência Geral semestral da igreja, fora dos concursos de santos dos últimos dias, ou em eventos em torno da construção de novos templos SUD . Os opositores geralmente acreditam que as alegações da igreja de origem divina são falsas, que não é cristã, ou que é uma religião baseada em fraude ou engano por parte de seus líderes passados e presentes. O FBI começou a rastrear crimes de ódio antimórmons nos Estados Unidos em 2015 e notou um aumento nos incidentes ao longo do tempo.

## Origem
O termo "antimórmon" aparece pela primeira vez no registro histórico em 1833 pelo Louisville (Kentucky) Daily Herald em um artigo, "Os Mórmons e os Antimórmons" (o artigo também foi o primeiro conhecido a rotular os crentes no Livro de Mórmon como "Mórmons"). Em 1841, foi revelado que um Almanaque Antimórmon seria publicado. Em 16/08  daquele ano, o Latter Day Saint Times and Seasons relatou a confiança dos mórmons de que, embora o Almanaque Antimórmon tenha sido projetado por "Satanás e seus emissários" para inundar o mundo com "mentiras e relatos malignos", ainda "nós estão certos de que, na providência de Deus, eles, em última análise, tenderão para a glória de Deus - a propagação da verdade e o bem da igreja".
O mormonismo foi fortemente criticado por dezenas de publicações desde seu início, mais notavelmente pelo livro de 1834 de Eber D. Howe, Mormonism Unvailed . Os Mórmons (Santos dos Últimos Dias) inicialmente rotularam tais publicações como "anticristãs", mas a publicação do Almanaque e a subsequente formação de um " Partido Antimórmon " em Illinois anunciou uma mudança na terminologia. "Antimórmon" se tornou, na boca dos críticos da igreja, uma autodesignação orgulhosa e politicamente carregada.
Hoje, o termo é usado principalmente como uma forma de classificar pessoas e publicações que são ativas em sua oposição à Igreja Mórmon, embora seu escopo preciso tenha sido objeto de algum debate. É usado por alguns para descrever qualquer coisa percebida como crítica à Igreja SUD.
Apoiando-se no último entendimento menos abrangente do termo, o estudioso dos Santos dos Últimos Dias William O. Nelson sugere na Enciclopédia do Mormonismo que o termo inclui "qualquer oposição hostil ou polêmica ao Mormonismo ou aos Santos dos Últimos Dias, como difamando Joseph Smith, seus sucessores ou as doutrinas ou práticas da Igreja. Embora às vezes bem intencionadas, as publicações antimórmons muitas vezes assumem a forma de violência, falsidades, caricaturas humilhantes, preconceitos e assédio legal, levando a agressões verbais e físicas."